# How I Learned to Drive
How I Learned to Drive è un'opera teatrale della drammaturga statunitense Paula Vogel, vincitrice del Premio Pulitzer per la drammaturgia nel 1998. Il dramma racconta della relazione tra Li'l Bit e suo zio Peck, il marito della zia, dalla prima adolescenza al college, utilizzando le lezioni di guida impartite dal parente come metafora per pedofilia, incesto e misoginia.

## Trama
Lil' Bit e lo zio hanno da sempre reciproco affetto e una profonda relazione, che diventa sessuale quando la ragazzina diventa adolescente. Crescendo e andando al college, la giovane donna realizza quanto sia sbagliata la relazione con lo zio e quando abusante sia il comportamento dell'uomo, che ha abusato di lei fin da giovanissima.

## Produzioni
How I Learned to Drive debuttò al Century Center For The Performing Arts di New York il 6 maggio 1997 e rimase in scena fino al 19 aprile 1998. Nei ruoli principali di Lil' Bit e zio Peck c'erano Mary-Louise Parker e David Morse. Il dramma vinse il Premio Pulitzer per la drammaturgia, l'Outer Critics Circle Award e l'Obie Award alla migliore opera teatrale. Nella primavera 2020, oltre vent'anni dalla prima newyorchese, How I Learned to Drive debutta a Broadway, in scena al Samuel J. Friedman Theatre con la regia di Mark Brokaw; per l'occasione, Mary-Louise Parker e David Morse sono tornati a interpretare i ruoli dei due protagonisti.